# Пљачка
Пљачка је израз који у најширем смислу означава крађу великих размера, односно противправно одузимање туђе, било приватне или јавне имовине, а које описује неуобичајено велика количине отуђених предмета или неуобичајено велики број починитеља који се њоме настоје окористити.
У ужем смислу се под тиме подразумевају масовне крађе које настају као последица рата, природне катастрофе или нереда, а које доводе до стања анархије, односно трајног или привременог нестанка институција власти која би такве крађе требале спречити или санкционисати. У неким специфичним случајевима такве пљачке могу бити толерисане, па чак и охрабриване од стране власти — за шта постоје бројни историјски примери, првенствено у случајевима када су команданти победничких војски дозвољавали њеним припадницима пљачку на рачун пораженог непријатеља.